# 송 성공
송 성공(宋成公, ? ~ 기원전 620년)은 중국 춘추 시대의 인물로, 제21대 송공이다. 성은 자(子), 휘는 왕신(王臣)이다.

## 생애
20대 송공 송 양공의 아들이다.
성공 3년(기원전 634년), 초나라를 배반하고 진나라와 맹약을 맺었다.
초나라에서는 성공 4년(기원전 633년)에 자옥을 보내 송나라를 공격했고, 송나라는 진나라에 구원을 요청했다. 진나라는 구원병을 내 성공 5년(기원전 632년)에 초나라를 맹주로 섬기는 위나라와 조나라를 공격해 점령했고, 초나라는 송나라에서 물러갔다. 이후 성복 전투에서 초나라가 져 송나라의 위험은 풀렸다.
성공 17년(기원전 620년), 성공은 죽었다. 성공의 죽음을 둘러싼 기록은 혼란스럽다.
《사기》 송미자세가에서는 성공이 죽자 성공의 아우 어(御)가 태자와 대사마 공손고를 죽이고 임금이 되었으며, 송나라 사람이 어를 죽이고 성공의 작은아들 저구(송 소공)를 임금으로 세웠다고 했다.
《12제후연표》에서는 성공 17년에 공손고가 성공을 죽였고, 이듬해가 송 소공 원년으로 나오며, 송 소공은 송 양공의 아들이라고 했다.
《좌전》에서는 성공 사후 소공이 즉위했고, 소공 즉위년에 공손고 등이 살해당하는 변란이 일어났다고 기록되었다.

## 가계
- 송 양공
  - 송 성공
    - 태자 (이름은 미상)
    - 송 소공
    - 송 문공
    - 공자 수 (소공의 동복 동생)
    - 공자 앙

  - 송공 어